# Atractus meridensis
Espèce
Atractus meridensis est une espèce de serpents de la famille des Dipsadidae.

## Répartition
Cette espèce est endémique du Venezuela. Elle se rencontre entre 1 600 et 2 000 m d'altitude dans la cordillère de Mérida dans les États de Mérida et de Barinas.

## Description
Dans leur description les auteurs indiquent que le seul mâle en leur possession mesure 274 mm et les femelles entre 300 et 455 mm dont environ 30-35 mm pour la queue.

## Étymologie
Son nom d'espèce, composé de merid[a] et du suffixe latin -ensis, « qui vit dans, qui habite », lui a été donné en référence de la cordillère de Mérida d'où proviennent la majorité des spécimens de la série type.

## Publication originale
- Esqueda & La Marca, 2005 : Revisión taxonómica y biogeográfica (con descripción de cinco nuevas especies) de serpientes del género Atractus (Colubridae: Dipsadinae) en los Andes de Venezuela. Herpetotropicos, vol. 2, no 1, p. 1-32 (texte intégral).